# Solaure en Diois
Solaure en Diois is een gemeente in het Franse departement Drôme (regio Auvergne-Rhône-Alpes). De plaats maakt deel uit van het arrondissement Die. De gemeente is op 1 januari 2016 ontstaan door de fusie van de gemeenten Aix-en-Diois en Molières-Glandaz. Solaure en Diois telde op 1 januari 2022 444 inwoners.

## Geografie
De oppervlakte van Solaure en Diois bedraagt 19,36±0 vierkante kilometer; de bevolkingsdichtheid is 22 inwoners per km² (per 1 januari 2019).

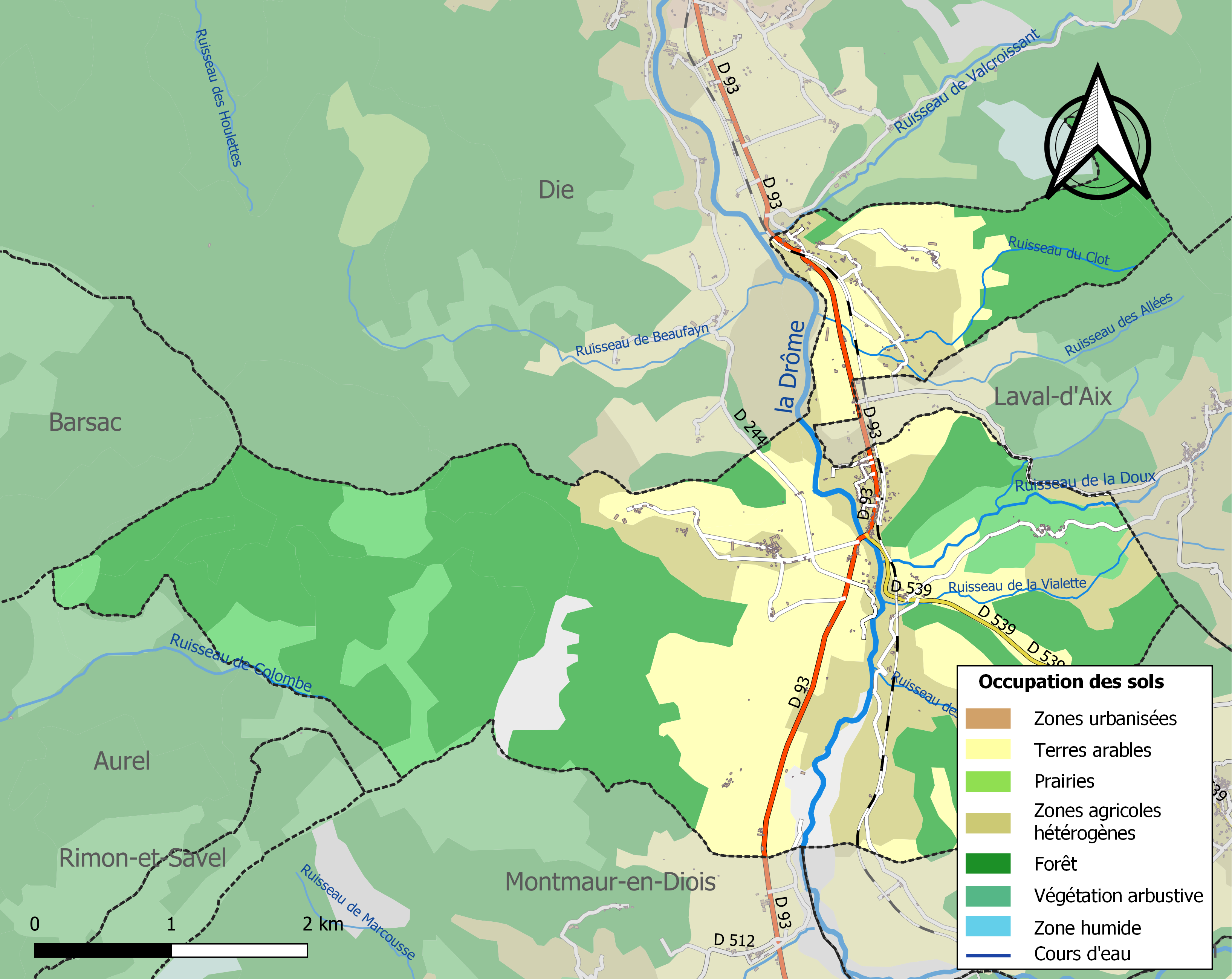
Kaart van de gemeente met belangrijkste infrastructuur, bodemgebruik en omliggende gemeenten